# Chlamydomonas semiampla
Chlamydomonas semiampla là một loài tảo trong họ Chlamydomonadaceae, thuộc chi Chlamydomonas.